# 시로니시역
시로니시역(일본어: 城西駅)은 일본 시즈오카현 하마마쓰시 덴류구에 위치한 도카이 여객철도 이다선의 철도역이다. 단선 승강장 1면 1선의 구조를 갖춘 지상역이다.

## 이용 현황
| 연도     | 하루 평균 | 연도     | 하루 평균 |
| 1993년도 | 123       | 2003년도 | "         |
| 1994년도 | 129       | 2004년도 | "         |
| 1995년도 | 123       | 2005년도 | "         |
| 1996년도 | 109       | 2006년도 | 77        |
| 1997년도 | 110       | 2007년도 | 68        |
| 1998년도 | 102       | 2008년도 | 65        |
| 1999년도 | 94        | 2009년도 | 55        |
| 2000년도 | 85        | 2010년도 | 50        |
| 2001년도 | 불명      | 2011년도 | 42        |
| 2002년도 | "         | 2012년도 | 30        |
| -------- | --------- | -------- | --------- |

## 역 주변
- 국도 제152호선

## 역사
- 1955년 11월 11일 : 일본국유철도 이다선의 사쿠마 - 오조레 간 경로 변경에 수반해, 새 선로 상에 개업. 여객역.
- 1971년 12월 1일 : 하물의 취급을 폐지.
- 1984년 2월 24일 : 이다선 남부 CTC화에 수반해 무인화.
- 1987년 4월 1일 : 일본국유철도 분할 민영화에 의해, 도카이 여객철도가 승계.
- 2008년 1월 27일 : 승강장 1면 철거, 단선 승강장으로 되다.

## 인접 역
| 도카이 여객철도 이다선 | 도카이 여객철도 이다선 | 도카이 여객철도 이다선 |
| ---------------------- | ---------------------- | ---------------------- |
| 사쿠마 도요하시 방면   | ■ 쾌속 (상행선만 운전) | 미사쿠보 고마가네 방면 |
| 아이즈키 도요하시 방면 | ■ 보통                 | 무카이치바 다쓰노 방면 |